# Gabi
Gabriel Arnao Crespo, dit Gabi (1922-1985) est un auteur de bande dessinée espagnol qui a principalement travaillé pour le marché français après son installation dans ce pays en 1949. Il signait également certaines de ses œuvres Arnao.
Élève de José Cabrero Arnal, il utilise son style rond adapté à la bande dessinée humoristique pour travailler sur des séries comme Sherlock Lopez.

À partir de 1960, il publie sous le nom d'Arnao les aventures de ses personnages Mol et Dendur dans diverses publications enfantines de petit format (Tartine, Tartinet, Olac, Kebir, Prosper, Zorro...)